# Beretvás István
Beretvás István (Kecskemét, 1892. március 18. – Kecskemét, 1941. december 19.) magyar földbirtokos, kormányfőtanácsos, országgyűlési képviselő.

## Élete
Régi szőlő- és földbirtokos család gyermekeként született, evangélikus vallásban. Szülei Beretvás Pál és Héjjas Mária. Középiskolái elvégzése után a németországi Geisenheimben tanulmányozta az ottani szőlő-, bor- és gyümölcsgazdálkodást, ezzel széles körű szakismeretekre téve szert. Az első világháborúban a volt 15. közös huszárezred kötelékében vett részt, mint főhadnagy; harcolt az orosz és a román frontokon is, és egy alkalommal meg is sebesült. Katonai érdemeiért elnyerte a bronz, a kisezüst és a nagyezüst Vitézségi Érmet.
Az első világháború végét követően birtokaira vonult vissza, ahol rövid időn belül kiváló gyümölcs- és szőlőtermesztővé vált. Gazdaságát, mely főleg az alma- és bortermelés tekintetében vált példamutatóvá, számos alkalommal tüntették ki a különféle gazdasági egyesületek ezüst- és aranyérmekkel. Kitűnt munkásságával a fásítás terén is, illetve az okszerű gazdálkodási elvek terjesztése érdekében széles körű szakmai nevelési tevékenységet is vállalt a falusi parasztság körében.
Szerepet vállalt igen sok olyan társadalmi megmozdulásban, kezdeményezésben, amely a vidék népét szolgálta, részt vett több gazdasági egyesület megalakításában, illetve néhány ilyen szerveződésben vezető tisztség betöltésére is vállalkozott. 1926-tól Pest vármegye törvényhatósági bizottságának tagjaként is működött, az 1939-es általános választásokon pedig parlamenti képviselőnek is megválasztották a kunszentmiklósi választókerületben, méghozzá pártonkívüli jelöltként. Később, már a Képviselőház tagjaként csatlakozott a kormányalkotó Magyar Élet Pártjához. 1940. február 6-ával bejelentette lemondását a kunszentmiklósi mandátumáról.
1921. február 7-én Kecskeméten feleségül vette Szappanos Rózsát.